# 察恩
察恩（Zahn），或译扎恩、赞恩、赞，是德国和阿什肯纳兹犹太人的姓氏。著名人物包括：

## 德国
- 阿道夫·察恩，神学家
- 阿尔伯特·察恩
  - 阿尔伯特·察恩，演员
  - 阿尔伯特·冯·察恩，艺术史学家、博物馆馆长和编辑
- 阿尔弗雷德·察恩，记者
- 克里斯蒂安·察恩
  - 克里斯蒂安·察恩 (工会活动家)，工会会员和律师
  - 克里斯蒂安·雅各布·察恩，商人、政治家和作曲家
- 康拉德·察恩
  - 克里斯蒂安·戈特利布·康拉德·察恩，佃农和政治家
  - 康拉德·察恩 (政治人物)，政治人物
- 迪特·察恩（英语：Dieter Zahn），低音提琴手
- 埃伯哈德·察恩，经理
- 埃里希·察恩，经济学家
- 恩斯特·察恩
  - 恩斯特·察恩 (政治人物)，制造商和政治人物
- 弗兰克·察恩，律师和出版经理
- 弗朗茨·察恩
  - 弗朗茨·路德维希·察恩，教师
  - 弗朗茨·迈克尔·察恩，神学家
- 弗里德里希·察恩
  - 弗里德里希·察恩 (统计学家)，统计学家
  - 弗里德里希·冯·察恩，政府官员
  - 弗里德里希·威廉·察恩（英语：Friedrich Wilhelm Zahn），病理学家
- 弗利茨·察恩
  - 弗利茨·察恩 (运动员)，足球运动员
- 金特·察恩，运动员
- 古斯塔夫·冯·察恩，地质学家和气象学家
- 汉斯-埃伯哈德·察恩，心理学家
- 赫尔穆特·察恩
  - 赫尔穆特·察恩 (化学家)（英语：Helmut Zahn），化学家
  - 赫尔穆特·察恩 (运动员)，足球运动员
- 赫尔曼·察恩，企业家
- 赫尔曼·沃尔夫冈·察恩，医生和作家
- 约阿希姆·察恩（英语：Joachim Zahn），汽车主管
- 约翰·察恩（英语：Johann Zahn），早期照相机发明者
- 约翰·阿尔弗雷德·冯·察恩，律师和公务员
- 约翰内斯·察恩
  - 约翰内斯·卡尔·德特洛夫·察恩，银行家
  - 约翰内斯·察恩 (古典语言学家)，古典语言学家和教师
  - 约翰内斯·克里斯托弗·安德烈亚斯·察恩（英语：Johannes Zahn），音乐学家和神学家
- 约瑟夫·阿洛伊斯·察恩，政治人物
- 卡尔·察恩
- 洛拉·察恩，律师和经济学家
- 露易丝·察恩（本名露易丝·博伊姆尔），政治人物
- 路德维希·察恩，摄影师
- 奥托·察恩
  - 奥托·察恩 (政治人物)，政治人物、记者
- 彼得·察恩
  - 彼得·察恩 (图书管理员)，图书管理员
  - 彼得·察恩 (数学家)，数学家
  - 彼得·察恩 (政治人物)，政治人物
  - 彼得·K·察恩，医生
  - 彼得·冯·察恩（英语：Peter von Zahn），作家、电影制作人和记者
- 赖因哈德·察恩，赛艇运动员
- 理查德·察恩，政治人物
- 罗伯特·察恩
  - 罗伯特·察恩 (考古学家)（英语：Robert Zahn (archaeologist)），经典考古学家
  - 罗伯特·察恩 (工程师)（英语：Robert Zahn），工程师
- 鲁道夫·察恩，建筑师
- 齐格弗里德·察恩，政治人物
- 西奥多·察恩（英语：Theodor Zahn），神学家
- 沃尔克·察恩，医生和建筑生物学家
- 沃纳·察恩
  - 沃纳·察恩 (运动员)，雪橇运动员
- 威廉·察恩
  - 威廉·察恩 (指挥官)（英语：Wilhelm Zahn），潜艇指挥官
  - 威廉·察恩 (牧师)，牧师和历史学家
  - 威廉·冯·察恩，数学家和教师
  - 威廉·约翰·卡尔·察恩（英语：Wilhelm Johann Karl Zahn），建筑师

## 美国
- 阿尔伯特·扎恩（英语：Albert Zahn），民间艺术家，用雕刻装饰阿尔伯特·扎恩房（英语：Albert Zahn House）
- 安东尼·扎恩（英语：Anthony Zahn），自行车手
- 杰夫·扎恩（英语：Geoff Zahn），棒球选手
- 戈登·扎恩（英语：Gordon Zahn），社会学家和和平主义者
- 玛格丽特·A·扎恩（英语：Margaret A. Zahn），社会学家和犯罪学家
- 奥托·约翰·扎恩（英语：Otto J. Zahn），政治人物
- 宝拉·扎恩（英语：Paula Zahn），播音员
- 史提夫·扎恩，演员
- 蒂莫西·察恩（英语：Timothy Zahn），电子艺术家
- 扎恩·麦克拉农，演员

## 其他国家
- 恩斯特·察恩 (作家)（英语：Ernst Zahn），瑞士作家
- 约瑟夫·察恩，奥地利律师及合作社成员
- 利奥波德·察恩，奥地利艺术史学家

|  | 本页或本分段罗列了姓氏为「察恩」的人物。 如果是一个指代特定个人的内链将您引导到本页，請考慮修正該人物的名字以將链接指向正確的條目。 |